# Granville (Virginia Occidentale)
Granville è un comune degli Stati Uniti d'America, situato nello Stato della Virginia Occidentale, nella Contea di Monongalia.